# (73134) 2002 GE75
(73134) 2002 GE75 – planetoida z pasa głównego asteroid okrążająca Słońce w ciągu 3,58 lat w średniej odległości 2,34 j.a. Odkryta 9 kwietnia 2002 roku.